# 塞尔瓦勒
塞尔瓦勒（法語：Serval，法語發音：[sɛʁval] ⓘ）是法国上法兰西大区埃纳省的一个市镇，位于该省东南部，属于苏瓦松区。

## 地理
塞尔瓦勒（49°21'11"N, 3°41'8"E）面积2.14 平方千米，位于法国上法蘭西大區埃纳省，该省份为法国北部内陆省份，北起北部省，西接索姆省和瓦兹省，东临阿登省和马恩省，西南至塞纳-马恩省，东北部与比利时接壤。
与塞尔瓦勒接壤的市镇（或旧市镇、城区）包括：布朗济莱菲姆、莱塞特瓦隆。
塞尔瓦勒的时区为UTC+01:00、UTC+02:00（夏令时）。

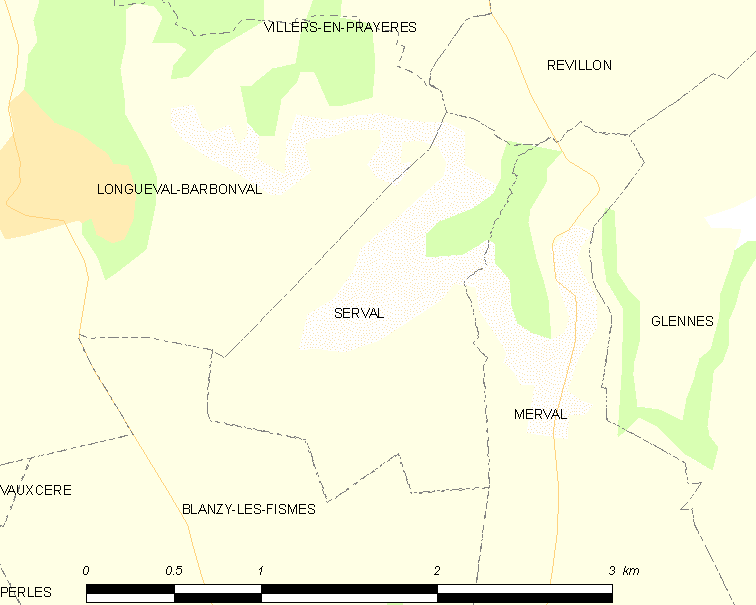
塞尔瓦勒的OSM定位图

## 行政
塞尔瓦勒的邮政编码为02160，INSEE市镇编码为02715。

## 政治
塞尔瓦勒所属的省级选区为塔德努瓦地区费尔县。

## 人口

1962-2008年间塞尔瓦勒人口变化图示

塞尔瓦勒于2022年1月1日时的人口数量为42人。